# Agrippa (astronome)
Pour les articles homonymes, voir Agrippa.
Agrippa (date de naissance inconnue - vivant en 92) est un astronome grec. La seule chose que l'on sache de lui est relative à une observation astronomique qu'il fit en 92, citée par Ptolémée (Almageste, VII, 3).  Ptolémée écrit que dans la douzième année du règne de Domitien, le septième jour du mois bithynien Metrous, Agrippa observa l'occultation d'une partie des Pléiades par la corne sud de la Lune.
Le but de l'observation d'Agrippa était probablement de vérifier la précession des équinoxes, qui avait été découverte par Hipparque.
Le cratère Agrippa sur la Lune porte son nom.